# Carmo do Cajuru
Carmo do Cajuru es un municipio brasileño del estado de Minas Gerais. Su población estimada en 2018 es de 22 257 habitantes, según el Instituto Brasileño de Geografía y Estadística (IBGE).
Posee una central hidroeléctrica que proporciona energía para el Sistema Interconectado Nacional (SIN) brasileño.

## Toponimia
«Carmo» es una referencia a Nuestra Señora del Carmen. «Cajuru» proviene de la lengua tupí. Significa «boca del bosque», a través de la unión de ka'a (bosque) y îuru (boca).

## Historia
La parroquia dedicada a la Virgen del Carmen se fundó en 1841.  En 1854 tres sacerdotes misioneros de origen italiano construyeron el cementerio local. El distrito fue creado por la ley provincial número 1196, de 1864, y en 1891, fue subordinado al municipio de Pará de Minas. En 1911 fue transferido al municipio de Itaúna, obteniendo la autonomía municipal en 1948.

## Clima
Según la clasificación climática de Köppen, el municipio se encuentra en el clima tropical de altitud Cwa.